# IHÉS

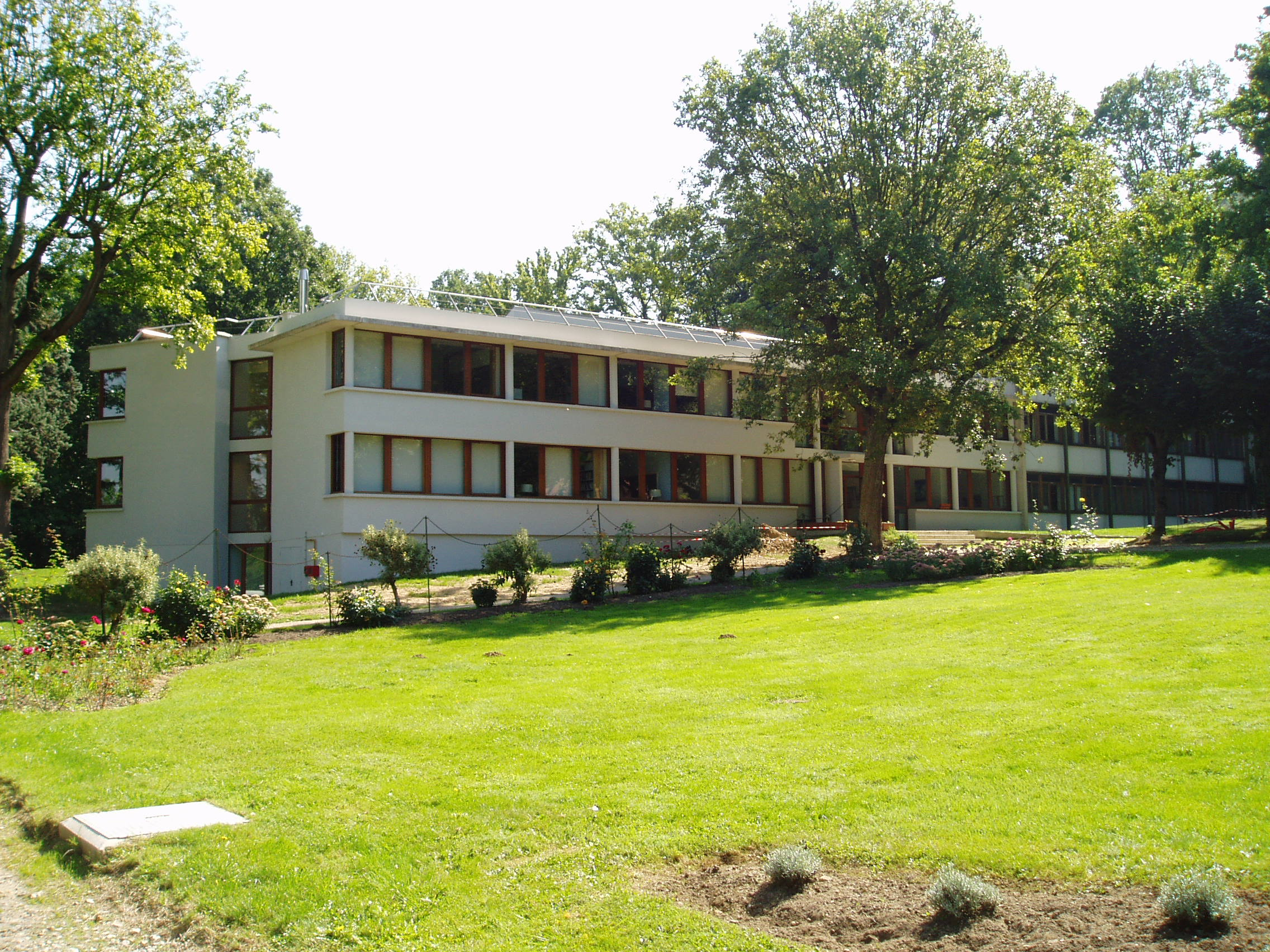
IHÉS 건물

IHÉS(프랑스어: Institut des hautes études scientifiques 앵스티튀 데 오트 제튀드 시앙티피크[*], 고등 과학 연구소)는 프랑스에 위치한 수학 및 이론 물리학 연구소이다. 파리의 남쪽 교외의 위성 도시인 뷔르쉬르이베트(Bures-sur-Yvette)에 있다. 미국 프린스턴에 위치한 프린스턴 고등연구소와 더불어 세계의 수학, 이론 물리학계를 이끌어 가는 양대 산맥 중 하나이다.

## 역사
IHÉS는 1958년, 물리학자 로버트 오펜하이머(Robert Oppenheimer)와 수학자 장 디외도네(Jean Dieudonné)의 도움을 받아 수학자이자 사업가인 레옹 모샨(Léon Motchane)에 의해서 설립하였다. IHÉS의 연구 체계는 로버트 오펜하이머가 고안하였다. 오펜하이머는 차후, 프린스턴 IAS의 연구소장이 되었다. IHÉS의 초창기 10년은 필즈 메달을 수상한 수학자 알렉산더 그로텐디크의 개성과 혁명적인 이론들의 배경이 되었다. 그 외에 또 다른 필즈 메달 수상자인 르네 톰이나 데니스 설리번 등도 중요한 역할을 했다.
IHÉS의 역대 연구소장은 다음과 같다.
- 레옹 모샨 (Léon Motchane, 1958~1971년)
- 니콜라스 카위퍼르(Nicolaas Kuiper, 1971~1985년)
- 마르셀 베르제 (Marcel Berger, 1985~1994년)
- 장피에르 부르기뇽(Jean-Pierre Bourguignon, 1994년~2013년)
- 에마뉘엘 울모(Emmanuel Ullmo, 2013년~현재)

IHÉS에 머물렀거나 혹은 현재 종신 교수인 일류 수학자들의 일부는 다음과 같다.
- 알렉산더 그로텐디크
- 장 부르갱
- 알랭 콘
- 피에르 들리뉴
- 르네 톰
- 피에르 카르티에
- 미하일 레오니도비치 그로모프
- 막심 콘체비치
- 로랑 라포르그

## 연구 체계 및 분야
수학과 이론 물리학에서의 세계 최고의 학자들을 모아 학문 발달을 촉진함을 그 목표로 한다. 몇명의 종신 교수들이 있고, 해마다 전 세계에서 약 200명 정도의 방문 학자들이 이 연구소에 머문다. 방문 학자들의 방문 기간은 평균 3개월 정도이다. 그 외에, 이 연구소에는 약간 수의 장기 방문 학자들이 있다. 이곳에서의 연구는, 연구 계약에 의해서 이루어지지 않는다. IHÉS는 각각의 학자들이 자신의 연구를 알아서 하도록 환경을 조성해 주는 역할만을 할 뿐이다. 종신 교수들에게도, 1년에 6개월은 이 연구소에 있어야 한다는 조건 이외에는 다른 어떠한 조건도 있지 않아, 자유로운 연구가 가능하다.
이 밖에도, IHÉS는 세계 최상급의 수학 저널인 Publications Mathématiques de l'IHÉS를 편집하는 곳이기도 하다.